# Çufut Qale
Çufut Qale är ett fort vid Bachtjysaraj på Krim från Krimkhanatets tid.

## Galleri

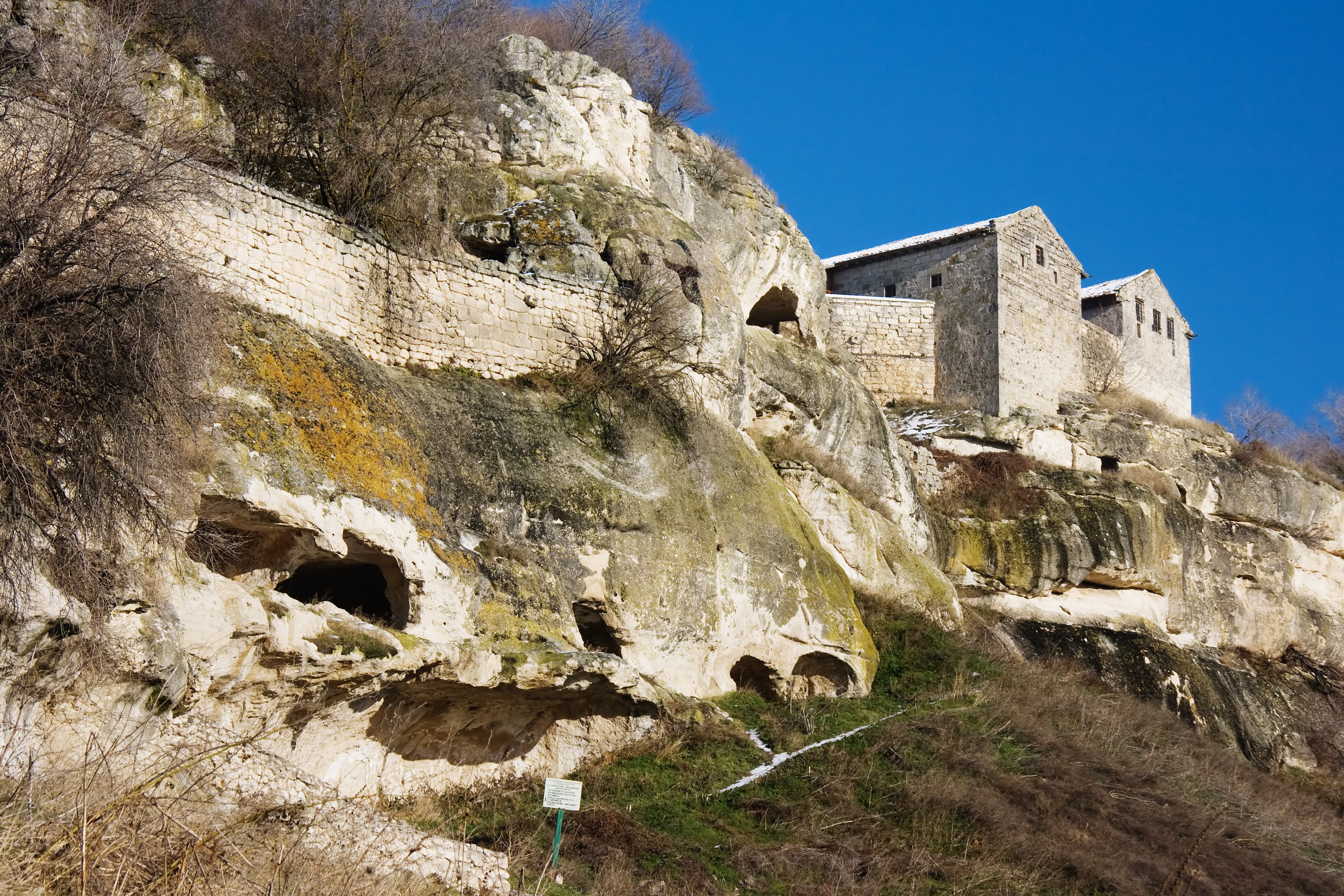
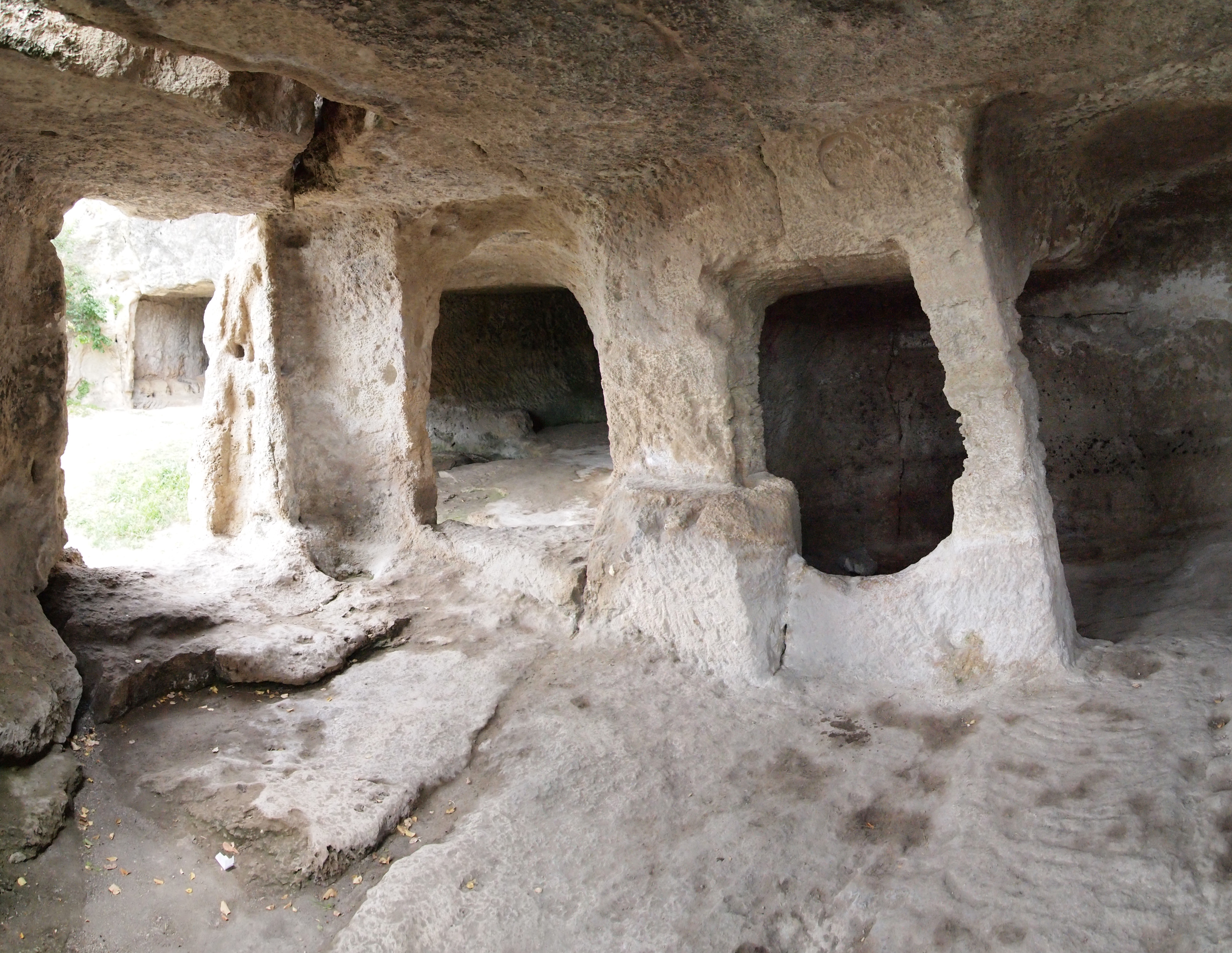
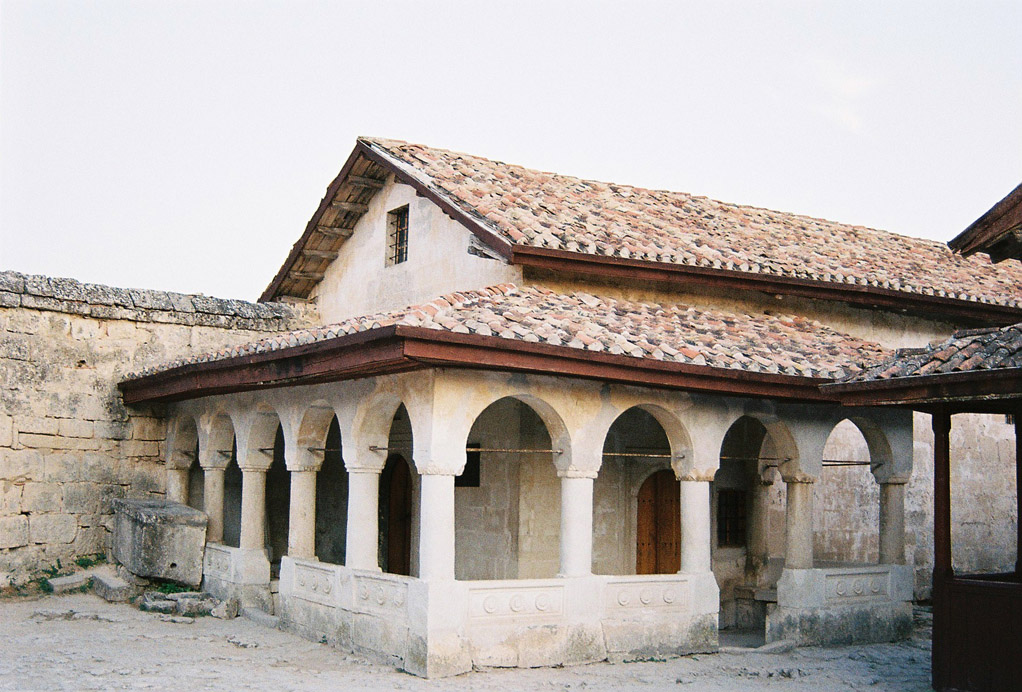
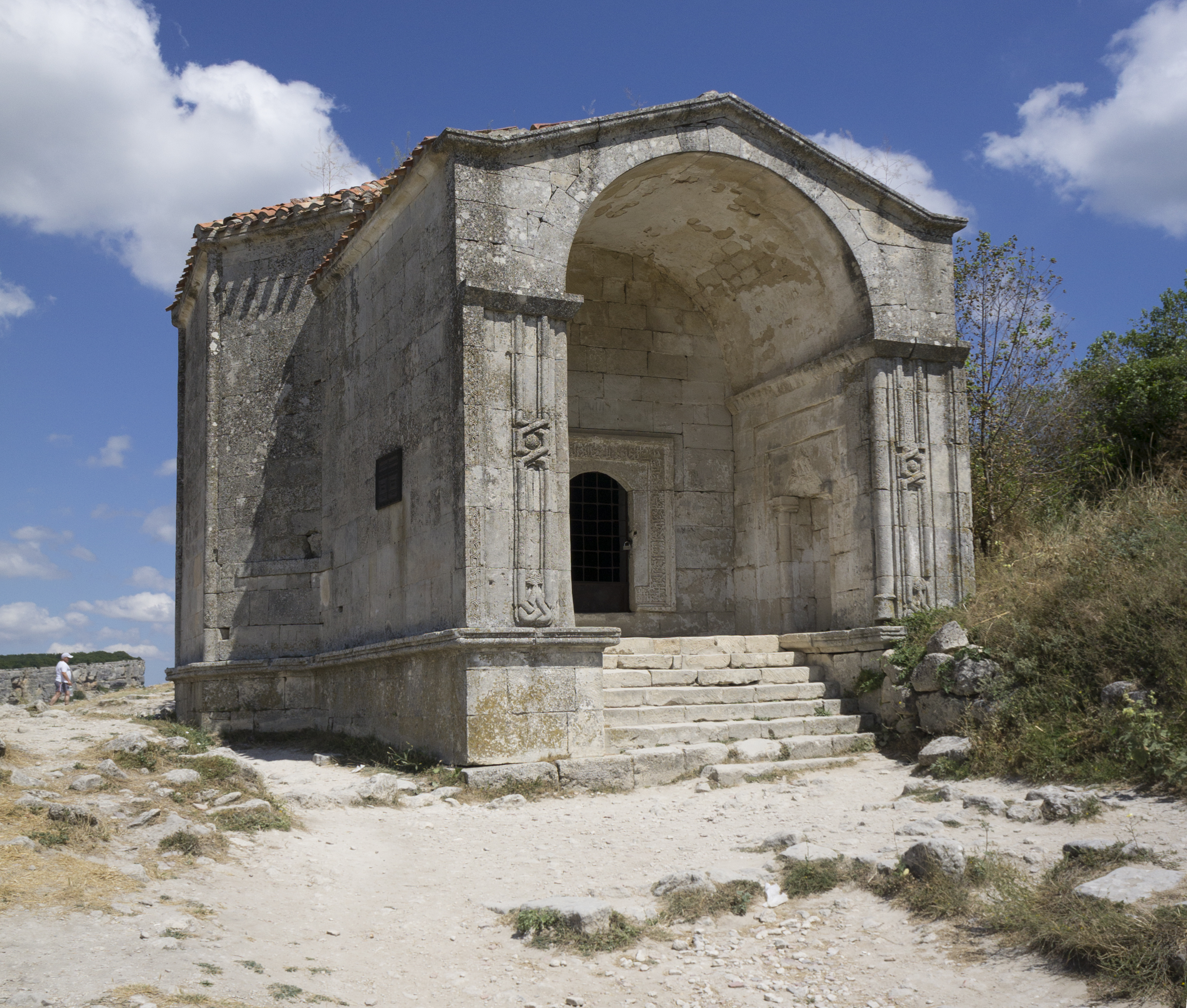
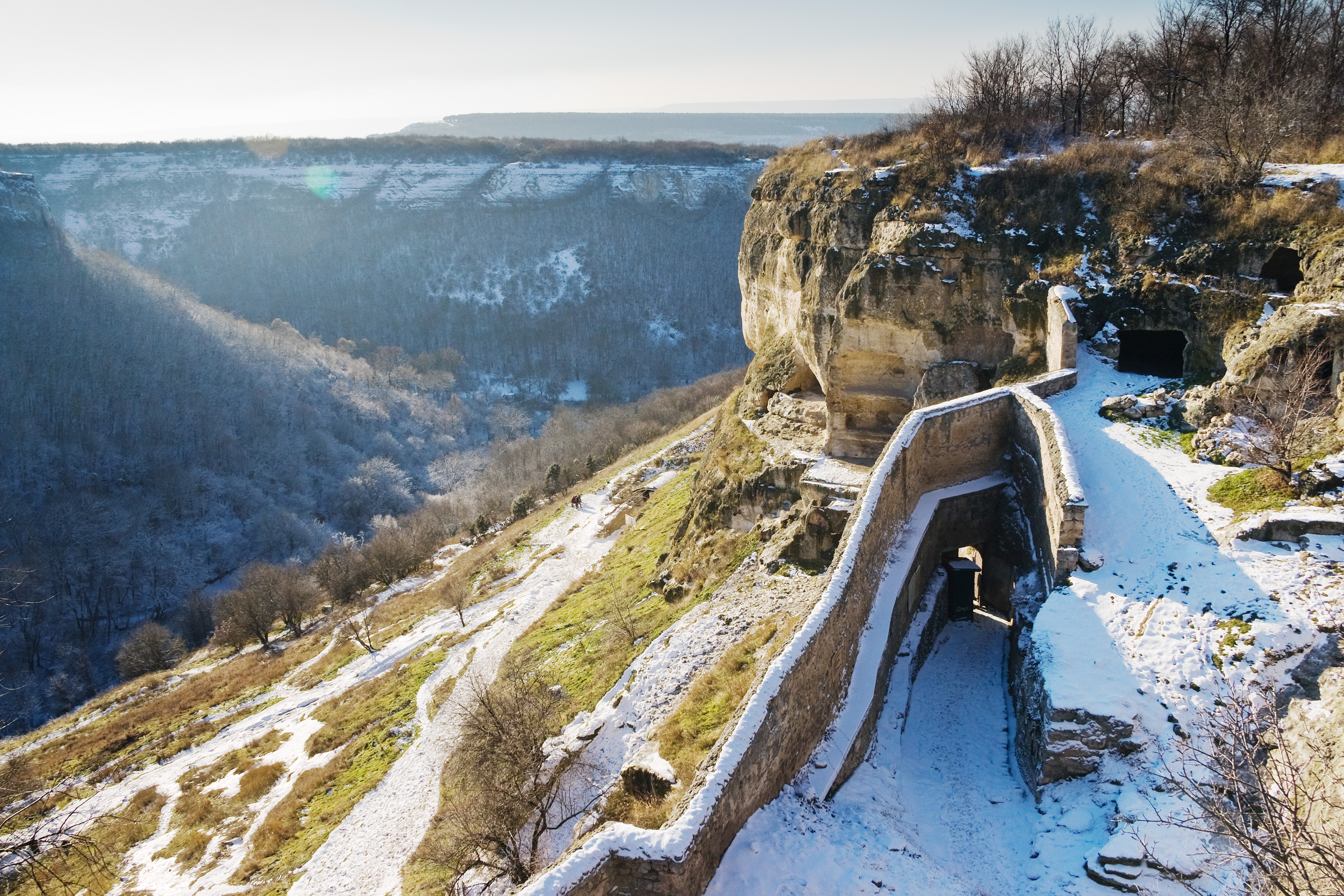